# توم كلاي
توم كلاي (بالإنجليزية: Tom Clay)‏ هو دي جيه أمريكي، ولد في 20 أغسطس 1929، وتوفي في 22 نوفمبر 1995 بسبب سرطان الرئة.

## وصلات خارجية
- توم كلاي على موقع ميوزك برينز (الإنجليزية)
- توم كلاي على موقع ديسكوغز (الإنجليزية)